# Linha 2 do Metropolitano do Rio de Janeiro
A Linha 2 - Verde: Pavuna ↔ Botafogo   é uma das linhas do Metrô do Rio de Janeiro. Possui 26 estações, ligando a Zona Norte, desde o bairro da Pavuna, à Zona Sul, chegando a Botafogo, trajeto de 30km que é percorrido em 52 minutos.

## Histórico
As obras da Linha 2 do Metrô do Rio de Janeiro foram iniciadas em 16 de março de 1977. As obras foram divididas por lotes:
| Lote/contrato | Trecho                           | Empresas              | Custo previsto  | Prazo contratual | Prazo real                                         |
| ------------- | -------------------------------- | --------------------- | --------------- | ---------------- | -------------------------------------------------- |
| 30            | Estácio-São Cristóvão            | Mendes Junior/Cetenco | Cr$ 320 milhões | 600 dias         | 1700 dias                                          |
| 31            | São Cristóvão-Maracanã           | Cetenco/Ecisa         | Cr$ 320 milhões | 600 dias         | 1700 dias                                          |
| 32            | Maracanã-Maria da Graça          | Ecisa                 | Cr$ 190 milhões | 600 dias         | 2187 dias                                          |
| 60            | Maria da Graça-Engenho da Rainha | Queiroz Galvão        | Cr$ 450 milhões | N/D              | 2187 dias (Inhaúma); 5107 dias (Engenho da Rainha) |
| 61            | Engenho da Rainha-Colégio        | Esusa                 | Cr$ 450 milhões | N/D              | N/D                                                |
| 62            | Colégio-Pavuna                   | Queiroz Galvão        | N/D             | N/D              | 8135 dias                                          |

Por conta de atrasos, as primeiras estações foram inauguradas apenas em 19 de novembro de 1981, quando a linha 1 já estava em funcionamento há mais de dois anos. Suas primeiras viagens ligavam apenas a estação Estácio (que faz a conexão entre as linhas) com as novas estações São Cristóvão e Maracanã.
A fim de permitir a conclusão da linha 2 até Irajá, em 1983, os trens da linha 2 passaram a circular das 6h às 14h. Durante um mês, após esse horário, até às 20h, foi implantado um serviço gratuito de ônibus, integrando as estações Estácio, São Cristóvão e Maracanã. Após a conclusão das obras, foram inaugurados um Pré-Metrô e as estações Maria da Graça, Del Castilho, Inhaúma e Irajá. O ano de 1984 foi marcado pelo início da operação comercial da linha 2 com 5 trens nos dias úteis, em intervalos de 5' 30 durante a semana.
Com o rompimento de uma tubulação da CEDAE na altura da futura estação Engenho da Rainha, que danificou os trilhos, o serviço do pré-metrô foi desativado, retornando somente em 1987 e apenas até a estação Inhaúma, tendo a parte restante da linha sido abandonado.

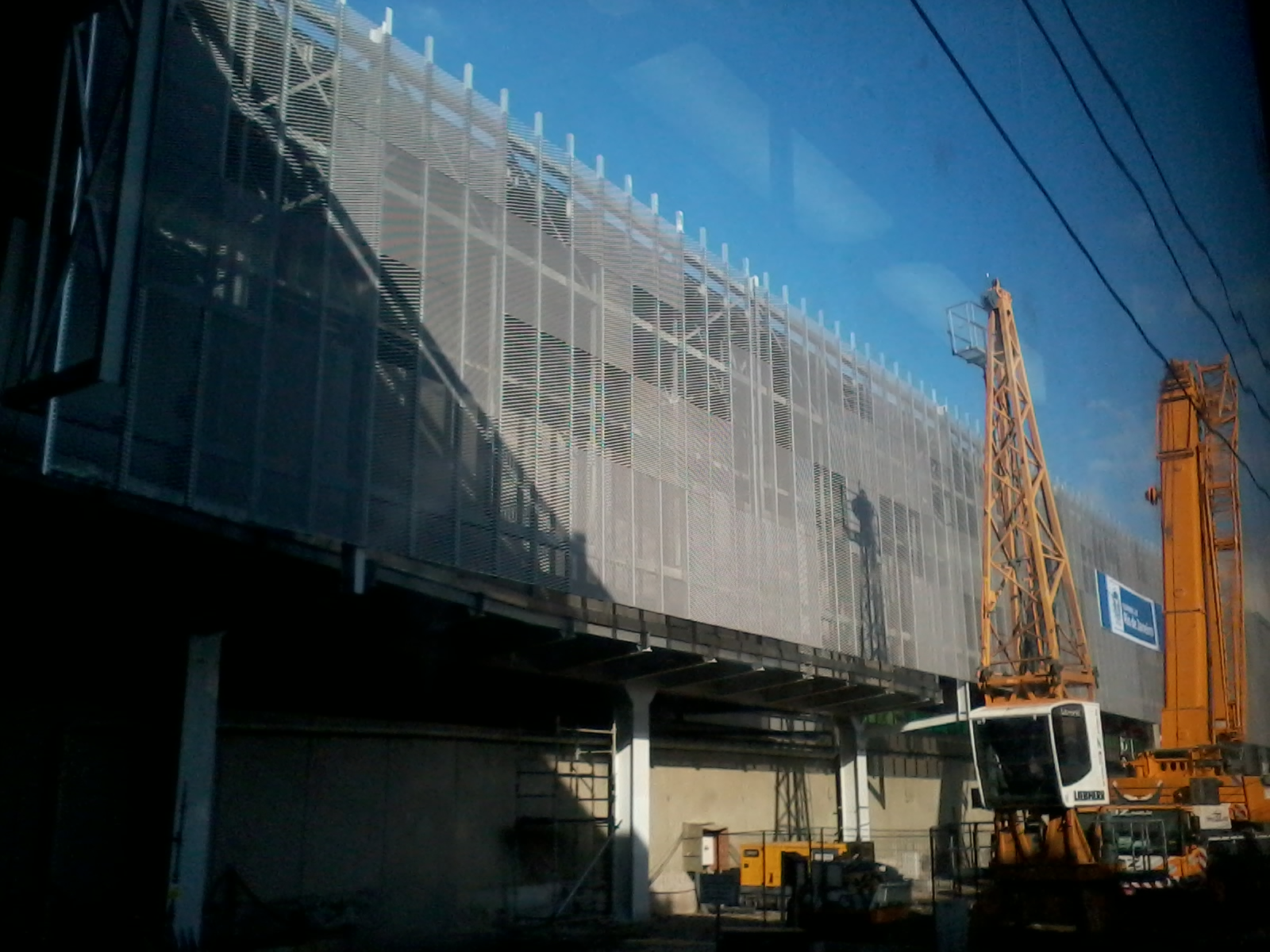
Estação intermodal Maracanã em obras. No futuro a estação servirá dois modais (o metrô e os trens urbanos).

Seguindo o cronograma de expansão, foram inauguradas estação intermediárias no trecho já existente: a estação Triagem foi inaugurada em julho de 1988, ano em que ocorreu a criação do bilhete de integração Metrô/Trem, e em 1991 foi inaugurada a estação Engenho da Rainha.
Em 1994, a linha 2 foi paralisada 7 meses por falta de material rodante, decorrente de uma falta de investimentos. Nesse período, a Linha 1 operava com intervalos de 20 minutos no pico, devido a baixa de material rodante devido à canibalização de equipamentos para a manutenção dos trens.
Em 1996, duas estações foram inauguradas: Tomás Coelho e Vicente de Carvalho.
Em agosto e setembro de 1998, iniciaram as operações de mais 6 estações: Irajá, Colégio, Coelho Neto, Engenheiro Rubens Paiva, Acari/Fazenda Botafogo e Pavuna, na gestão do então governador Marcello Alencar.
A ligação entre Pavuna e Estácio, feita diariamente até 2009 e somente aos finais de semana até 2023, levava 34 minutos.
Em dezembro de 2009, foi concluído o projeto Linha 1A - Ligação direta Pavuna-Botafogo, através da duplicação de uma alça de acesso da Linha 1 até o Centro de Manutenção e à Linha 2, e a construção de uma ponte sobre a Avenida Francisco Bicalho e o Canal do Mangue. Com a nova operação, a linha ganhou as novas estações do junto da linha 1, tendo como ponto final a estação Botafogo, sendo o trecho Central do Brasil / Centro - Botafogo operando de forma compartilhada (com trens alternados Uruguai / Tijuca - Jardim Oceânico / Barra da Tijuca e Pavuna -Botafogo), o que diminuiu o intervalo de trens nesse trecho porém aumentou o intervalo nas pontas da Linha 1.
No ano seguinte, no dia 01 de novembro de 2010, foi inaugurada a estação Cidade Nova, localizado pouco antes do Centro de Manutenção, na Avenida Presidente Vargas, em frente à sede da prefeitura e a 150 metros de distância da estação Estácio. 
Em 2014, é inaugurada uma expansão da Estação Maracanã, possibilitando finalmente os usuários do sistema de se integrarem com os trens urbanos. Tal obra estava em projetos há mais de 30 anos, e entrou em prática devido a Copa do Mundo FIFA de 2014.
Em 2019, a operação passou a ser feita de forma "eventual" em alguns finais de semana e feriados até a estação General Osório / Ipanema, permitindo aos usuários vindos da Zona Norte o acesso direto às praias de Copacabana e Ipanema sem necessidade de baldeação para a Linha 1. Nessa configuração, a viagem leva uma hora.
Em 2023, a estação Cidade Nova passa a funcionar também aos fins de semana e feriados. No dia 15 de dezembro do mesmo ano, o MetrôRio anunciou que não é mais necessário fazer a transferência entre as linhas 1 e 2 no Estácio aos fins de semana e feriados. Porém, de acordo com a concessionária, em "dias de manutenções preventivas ou necessidade de ajustes operacionais", a linha precisará operar no trecho Pavuna-Estácio. Com essa nova operação da Linha 2, os trens seguirão direto para Botafogo ou General Osório / Ipanema.

## Informações técnicas
A Linha 2 conta com estações elevadas e de superfície no trecho Pavuna - Cidade Nova e estações subterrâneas no trecho Central do Brasil / Centro - Botafogo (na verdade as mesmas da Linha 1, já que compartilham binários).

### Alimentação
Como o restante do sistema, opera com alimentação por terceiro trilho em 750V.

### Frota
Até antes da operação do trecho compartilhado, composições com carros Mafersa eram utilizados exclusivamente na Linha 1 e as composições com carros Alstom eram utilizados na Linha 2. Hoje, essa separação não existe mais, existindo composições com carros misturados.

## Projeto original
O projeto original da Linha 2 seria ligar a estação Pavuna à estação Carioca / Centro usando composições de 8 carros. Por este motivo, as estações são mais compridas que as da Linha 1, a estação Estácio era uma baldeação intermediária no trajeto (por isso a precariedade no transbordo até 2009) e as dimensões monumentais da estação Carioca.
O trecho Estácio - Carioca / Centro, chamado de Lote 29, teve suas obras postergadas diversas vezes. Compreendia a ligação entre as duas estações, contando ainda com as estações Cruz Vermelha e Catumbi no caminho. Com a construção da Linha 1A, também chamada de Ligação Direta São João de Meriti-Copacabana, a construção do trecho foi adiado indefinidamente. Hoje, a estação Carioca / Centro conta com diversos estabelecimentos (lojas, lanchonetes, bar, farmácia) e uma academia.
Há um video demonstrando o projeto da linha 1A aqui: http://diariodorio.com/video-de-projetos-do-metro-rio-para-amenizar-os-problemas-do-metro-cheio/

## Estações
| Trigrama | Estação                        | Inauguração                   | Integração | Plataformas        | Posição              | Bairro                                            |
| -------- | ------------------------------ | ----------------------------- | --- | ------------------ | -------------------- | ------------------------------------------------- |
| PVN      | Pavuna                         | 1998                          | Integração paga com o ramal Belford Roxo da SuperVia                                                                                          | Laterais e Central | Superfície           | Pavuna                                            |
| ERP      | Engenheiro Rubens Paiva        | 1998                          | | Central            | Superfície           | Pavuna                                            |
| AFB      | Acari/Fazenda Botafogo         | 1998                          | | Central            | Superfície           | Entre Acari e Coelho Neto                         |
| CNT      | Coelho Neto                    | 1998                          | | Laterais           | Superfície           | Coelho Neto                                       |
| CLG      | Colégio                        | 1998                          | | Central            | Elevado              | Colégio                                           |
| IRJ      | Irajá                          | 1998                          | | Central            | Elevado              | Irajá                                             |
| VCV      | Vicente de Carvalho            | 1996                          | | Laterais           | Superfície           | Vicente de Carvalho                               |
| TCL      | Thomaz Coelho                  | 1996                          | | Laterais           | Superfície           | Tomás Coelho                                      |
| ERN      | Engenho da Rainha              | 1991                          | | Central            | Superfície           | Engenho da Rainha                                 |
| INH      | Inhaúma                        | 1983                          | | Laterais           | Superfície           | Inhaúma                                           |
| DCT      | Del Castilho (Metrô Rio)       | 1983                          | | Laterais           | Superfície           | Del Castilho                                      |
| MGR      | Maria da Graça                 | 1983                          | | Laterais           | Superfície           | Maria da Graça                                    |
| TRG      | Triagem                        | 1988                          | Integração paga com os ramais Belford Roxo e Saracuruna da SuperVia.                                                                          | Laterais           | Elevado              | Entre Benfica e Rocha                             |
| MRC      | Maracanã                       | 1981                          | Integração paga com os ramais Santa Cruz, Japeri, Belford Roxo e Saracuruna dos Trens Urbanos do Rio de Janeiro.                              | Central            | Superfície           | Maracanã                                          |
| SCR      | São Cristóvão                  | 1981                          | Integração paga com os ramais Santa Cruz, Japeri, Belford Roxo e Saracuruna dos Trens Urbanos do Rio de Janeiro.                              | Laterais           | Superfície           | Entre São Cristóvão, Maracanã e Praça da Bandeira |
| ESA      | Estácio                        | 1980 (Linha 1) 1981 (Linha 2) | Transferência para a Linha 1 quando houver manutenções preventivas ou ajustes operacionais                                                    | Laterais e Central | Subterrânea          | Estácio                                           |
| CNV      | Cidade Nova                    | 2010                          | | Central            | Superfície           | Entre Cidade Nova e Estácio                       |
| CTR      | Central do Brasil / Centro     | 1979                          | Transferência para a Linha 1, integração com os ramais de trem Deodoro, Santa Cruz, Japeri, Belford Roxo e Saracuruna da SuperVia e com o VLT | Central            | Subterrânea          | Centro                                            |
| PVG      | Saara / Presidente Vargas      | 1979                          | Transferência para a Linha 1 | Laterais           | Subterrânea          | Centro                                            |
| URG      | Uruguaiana / Centro            | 1980                          | Transferência para a Linha 1 | Laterais           | Subterrânea          | Centro                                            |
| CRC      | Carioca / Centro               | 1981                          | Transferência para a Linha 1 e integração com o VLT e com o Bonde de Santa Teresa                                                             | Laterais e Central | Subterrânea          | Centro                                            |
| CNL      | Cinelândia / Centro            | 1979                          | Transferência para a Linha 1 e integração com o VLT                                                                                           | Central            | Subterrânea          | Centro                                            |
| GLR      | Glória                         | 1979                          | Transferência para a Linha 1 | Laterais           | Subterrânea          | Glória                                            |
| CTT      | Catete                         | 1981                          | Transferência para a Linha 1 | Laterais           | Subterrânea          | Catete                                            |
| LMC      | Largo do Machado               | 1981                          | Transferência para a Linha 1 | Laterais           | Subterrânea          | Catete                                            |
| FLA      | Flamengo                       | 1981                          | Transferência para a Linha 1 | Laterais           | Subterrânea          | Flamengo                                          |
| BTF      | Botafogo                       | 1981                          | Transferência para a Linha 1 e integração com Metrô na Superfície para Gávea via Jardim Botânico                                              | Laterais e Central | Subterrânea          | Botafogo                                          |
| CAV      | Cardeal Arcoverde / Copacabana | 1998                          | Transferência para a Linha 1 (em alguns fins de semana e feriados)                                                                            | Laterais           | Subterrânea profunda | Copacabana                                        |
| SCP      | Siqueira Campos / Copacabana   | 2002                          | Transferência para a Linha 1 (em alguns fins de semana ou feriados)                                                                           | Laterais           | Subterrânea rasa     | Copacabana                                        |
| CTG      | Cantagalo / Copacabana         | 2007                          | Transferência para a Linha 1 (em alguns fins de semana e feriados)                                                                            | Laterais           | Subterrânea          | Copacabana                                        |
| GOS      | General Osório / Ipanema       | 2009 (Linha 1) 2016 (Linha 4) | Transferência para a Linha 1 e Linha 4 (em alguns fins de semana e feriados)                                                                  | Laterais e Central | Subterrânea profunda | Ipanema e Copacabana                              |

## Passageiros transportados
| Passageiros transportados na Linha 2 por ano | Passageiros transportados na Linha 2 por ano | Passageiros transportados na Linha 2 por ano      | Passageiros transportados na Linha 2 por ano | Passageiros transportados na Linha 2 por ano | Passageiros transportados na Linha 2 por ano | Passageiros transportados na Linha 2 por ano | Passageiros transportados na Linha 2 por ano | Passageiros transportados na Linha 2 por ano |
| Ano | Quantidade                                   | Empresa                                           | Ano                                          | Quantidade                                   | Empresa                                      | Ano                                          | Quantidade                                   | Empresa                                      |
| --- | -------------------------------------------- | ------------------------------------------------- | -------------------------------------------- | -------------------------------------------- | -------------------------------------------- | -------------------------------------------- | -------------------------------------------- | -------------------------------------------- |
| 1981 | a                                            | Cia. do Metropolitano do Rio de Janeiro (estatal) | 1999                                         | 25 992 000                                   | MetrôRio (privada)                           | 2017                                         | 59 256 000                                   | MetrôRio (privada)                           |
| 1982 | a                                            | Cia. do Metropolitano do Rio de Janeiro (estatal) | 2000                                         | 29 152 000                                   | MetrôRio (privada)                           | 2018                                         | 58 093 000                                   | MetrôRio (privada)                           |
| 1983 | 411 000                                      | Cia. do Metropolitano do Rio de Janeiro (estatal) | 2001                                         | 29 080 000                                   | MetrôRio (privada)                           | 2019                                         | 60 067 000                                   | MetrôRio (privada)                           |
| 1984 | 353 000                                      | Cia. do Metropolitano do Rio de Janeiro (estatal) | 2002                                         | 29 304 000                                   | MetrôRio (privada)                           | 2020                                         | 33 186 000                                   | MetrôRio (privada)                           |
| 1985 | a                                            | Cia. do Metropolitano do Rio de Janeiro (estatal) | 2003                                         | 29 159 000                                   | MetrôRio (privada)                           | 2021                                         | 35 838 000                                   | MetrôRio (privada)                           |
| 1986 | a                                            | Cia. do Metropolitano do Rio de Janeiro (estatal) | 2004                                         | 31 373 000                                   | MetrôRio (privada)                           | 2022                                         | 47 986 000                                   | MetrôRio (privada)                           |
| 1987 | a                                            | Cia. do Metropolitano do Rio de Janeiro (estatal) | 2005                                         | 34 078 000                                   | MetrôRio (privada)                           | 2023                                         | 52 116 000                                   | MetrôRio (privada)                           |
| 1988 | a                                            | Cia. do Metropolitano do Rio de Janeiro (estatal) | 2006                                         | 35 796 000                                   | MetrôRio (privada)                           | 2024 jan-abr                                 | 16 737 506                                   | MetrôRio (privada)                           |
| 1989 | a                                            | Cia. do Metropolitano do Rio de Janeiro (estatal) | 2007                                         | 39 696 000                                   | MetrôRio (privada)                           |                                              |                                              | MetrôRio (privada)                           |
| 1990 | a                                            | Cia. do Metropolitano do Rio de Janeiro (estatal) | 2008                                         | 38 914 000                                   | MetrôRio (privada)                           |                                              |                                              | MetrôRio (privada)                           |
| 1991 | a                                            | Cia. do Metropolitano do Rio de Janeiro (estatal) | 2009                                         | 39 525 000                                   | MetrôRio (privada)                           |                                              |                                              | MetrôRio (privada)                           |
| 1992 | a                                            | Cia. do Metropolitano do Rio de Janeiro (estatal) | 2010                                         | 41 610 000                                   | MetrôRio (privada)                           |                                              |                                              | MetrôRio (privada)                           |
| 1993 | a                                            | Cia. do Metropolitano do Rio de Janeiro (estatal) | 2011                                         | 48 083 000                                   | MetrôRio (privada)                           |                                              |                                              | MetrôRio (privada)                           |
| 1994 | a                                            | Cia. do Metropolitano do Rio de Janeiro (estatal) | 2012                                         | 51 143 000                                   | MetrôRio (privada)                           |                                              |                                              | MetrôRio (privada)                           |
| 1995 | 9 120 000                                    | Cia. do Metropolitano do Rio de Janeiro (estatal) | 2013                                         | 56 664 000                                   | MetrôRio (privada)                           |                                              |                                              | MetrôRio (privada)                           |
| 1996 | 12 324 000                                   | Cia. do Metropolitano do Rio de Janeiro (estatal) | 2014                                         | 65 127 000                                   | MetrôRio (privada)                           |                                              |                                              | MetrôRio (privada)                           |
| 1997 | 11 170 000                                   | Cia. do Metropolitano do Rio de Janeiro (estatal) | 2015                                         | 65 223 000                                   | MetrôRio (privada)                           |                                              |                                              | MetrôRio (privada)                           |
| 1998 | 15 123 000                                   | Cia. do Metropolitano do Rio de Janeiro (estatal) | 2016                                         | 66 373 000 b                                 | MetrôRio (privada)                           |                                              |                                              | MetrôRio (privada)                           |
| Notas: - a - N/D Não disponível - b - Recorde de passageiros Fontes: - Empresa Brasileira de Planejamento de Transportes (Geipot): 1983 e 1984 - Data Rio/Instituto Pereira Passos: 1995-2023 - Agência Reguladora de Transportes do Estado do Rio de Janeiro (Agentransp): 2024 |                                              |                                                   |                                              |                                              |                                              |                                              |                                              |                                              |

## Histórico das terminais da Linha 2
- 1981: Maracanã – Estácio
- 1983: Irajá – Estácio
- 1985: Maria da Graça – Estácio
- 1987: Inhaúma – Estácio
- 1991: Engenho da Rainha – Estácio
- 1996: Vicente de Carvalho – Estácio
- 1998: Pavuna – Estácio
- 2009: Pavuna – Glória (das 5h às 16h, em dias úteis) / Botafogo (das 17h às 23h, em dias úteis) / Estácio (fins de semana e feriados)
- 2010: Pavuna – Botafogo (em dias úteis) / Estácio (em fins de semana e feriados)
- 2023: Pavuna – Botafogo   / General Osório (alguns fins de semana e feriados)